# 普賢核能發電廠

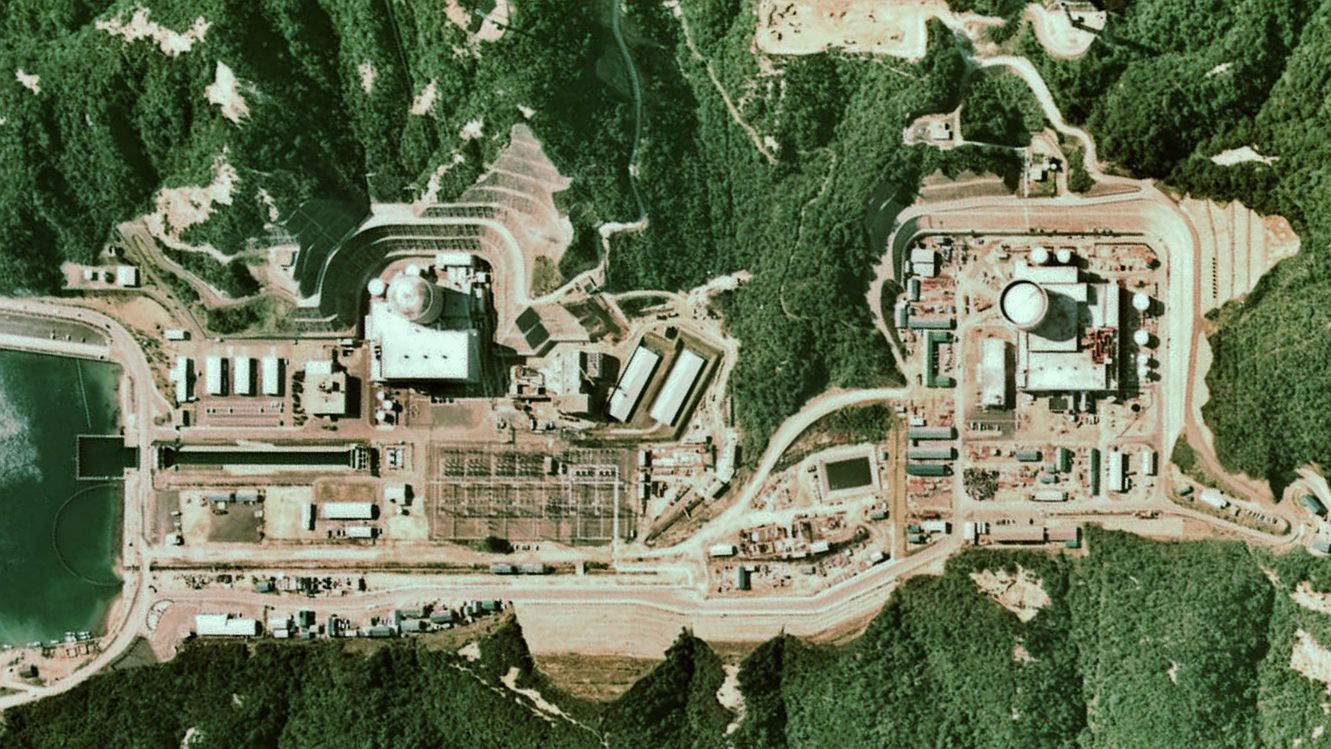
文殊堆位于普贤堆西南约3公里处

普賢（日语： Fugen）是日本一座压力管式重水慢化沸水冷却试验核反应堆，位於福井縣敦賀市。是世界上第一座完全使用混合氧化物核燃料堆芯的核反应堆。
- 722个燃料棒
- 热功率557 MW.
- 堆芯温度300 °C
- 燃料球中央温度 2200 °C
- 燃耗时间 6个月
- 电厂占地面积267,694 m2
- 建筑占地面积7,762 m2
- 室内地面面积46,488 m2
- 雇员256人[2]

## 歷史
1966年，日本原子能委员会选择了热中子新型转换堆（ATR）和快中子增殖堆（FBR）作为长期开发项目。1978年3月20日首次达到临界，1978年7月29日并网发电。1979年3月20日进入满功率运行。
1997年4月14日-16日，普贤反应堆发生氚泄漏，30小时后运营方宣布事故新闻。而有关部门在接下来的调查中，发现普贤堆已经有过11起类似事件，为此，运营方5名高管集体引咎辞职。 
2002年4月8日，普贤堆压力管道因缺陷喷出约200立方米蒸汽，反应堆紧急关闭。 
2003年普贤堆中止运行，2008年退役申请被批准。拆除作业中，又发现墙体34个约束点中有25个强度不足。普贤堆将于2029年左右彻底完成废弃作业。